# The Embodied Thought
The Embodied Thought è un cortometraggio muto del 1916 diretto da Edward Sloman che vi appare anche nelle vesti del protagonista della storia, sceneggiata da Julian La Mothe. Protagonista femminile era Hazel Neason, qui all'ultimo film della sua carriera iniziata nel 1909.

## Produzione
Il film fu prodotto dalla Lubin Manufacturing Company. Venne girato negli studi californiani di Coronado della Lubin.

## Distribuzione
Distribuito dalla General Film Company, il film - un cortometraggio di tre bobine - venne distribuito nelle sale statunitensi il 27 gennaio 1916.